# العلاقات السورينامية القطرية
العلاقات السورينامية القطرية هي العلاقات الثنائية التي تجمع بين سورينام وقطر.

## مقارنة بين البلدين
هذه مقارنة عامة ومرجعية للدولتين:
| وجه المقارنة                                              | سورينام                        | قطر           |
| --------------------------------------------------------- | ------------------------------ | ------------- |
| المساحة (كم2)                                             | 163.27 ألف                     | 11.44 ألف     |
| عدد السكان (نسمة)                                         | 563.40 ألف                     | 2.64 مليون    |
| الكثافة السكانية (ن./كم²)                                 | 3.45                           | 230.77        |
| العاصمة                                                   | باراماريبو                     | الدوحة        |
| اللغة الرسمية                                             | اللغة الهولندية                | اللغة العربية |
| العملة                                                    | دولار سورينامي، غيلدر سورينامي | ريال قطري     |
| الناتج المحلي الإجمالي (بليون دولار)                      | 3.32 مليار                     | 167.61 مليار  |
| الناتج المحلي الإجمالي (تعادل القوة الشرائية) بليون دولار | 9.07 مليار                     | 316.40 مليار  |
| الناتج المحلي الإجمالي الاسمي للفرد دولار أمريكي          | 9.48 ألف                       | 73.65 ألف     |
| الناتج المحلي الإجمالي للفرد دولار أمريكي                 | 16.64 ألف                      | 141.54 ألف    |
| مؤشر التنمية البشرية                                      | 0.714                          | 0.850         |
| رمز المكالمات الدولي                                      | +597                           | +974          |
| رمز الإنترنت                                              | .sr                            | .qa           |
| المنطقة الزمنية                                           | 00                             | ت ع م+03:00   |

## منظمات دولية مشتركة
يشترك البلدان في عضوية مجموعة من المنظمات الدولية، منها:
| علم المنظمة | اسم المنظمة                        | تاريخ انضمام سورينام | تاريخ انضمام قطر |
| ----------- | ---------------------------------- | -------------------- | ---------------- |
|             | يونسكو                             | 16 يوليو 1976        | 27 يناير 1972    |
|             | وكالة ضمان الاستثمار متعدد الأطراف | 2 يوليو 2003         | 22 أكتوبر 1996   |
|             | الأمم المتحدة                      | 4 ديسمبر 1975        | 21 سبتمبر 1971   |
|             | الاتحاد البريدي العالمي            | ?                    | ?                |
|             | البنك الدولي للإنشاء والتعمير      | 27 يونيو 1978        | 25 سبتمبر 1972   |
|             | المنظمة الهيدروغرافية الدولية      | ?                    | ?                |
|             | منظمة التعاون الإسلامي             | ?                    | ?                |
|             | منظمة حظر الأسلحة الكيميائية       | ?                    | ?                |
|             | الاتحاد الدولي للاتصالات           | 15 يوليو 1976        | 27 مارس 1973     |
|             | مؤسسة التمويل الدولية              | 1 سبتمبر 2011        | 11 أكتوبر 2008   |
|             | منظمة التجارة العالمية             | ?                    | ?                |
|             | منظمة الشرطة الجنائية الدولية      | ?                    | ?                |

## وصلات خارجية
- موقع وزارة الخارجية السورينامية
- موقع وزارة الخارجية القطرية